# مارتینزویل (ویرجینیا)
مارتینزویل (به انگلیسی: Martinsville) شهری در ایالت ویرجینیا کشور ایالات متحده آمریکا است که جمعیت آن در سرشماری سال ۲۰۱۰ میلادی، ۱۳٬۸۲۱ نفر بوده‌است.

## نگارخانه

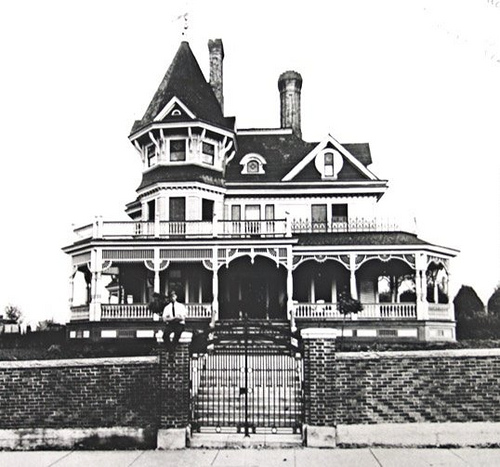
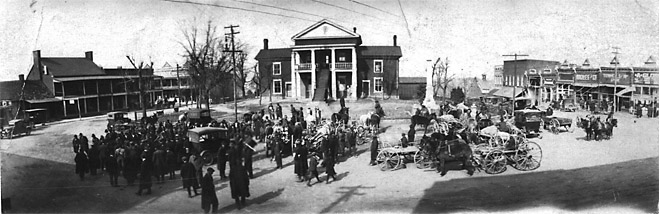
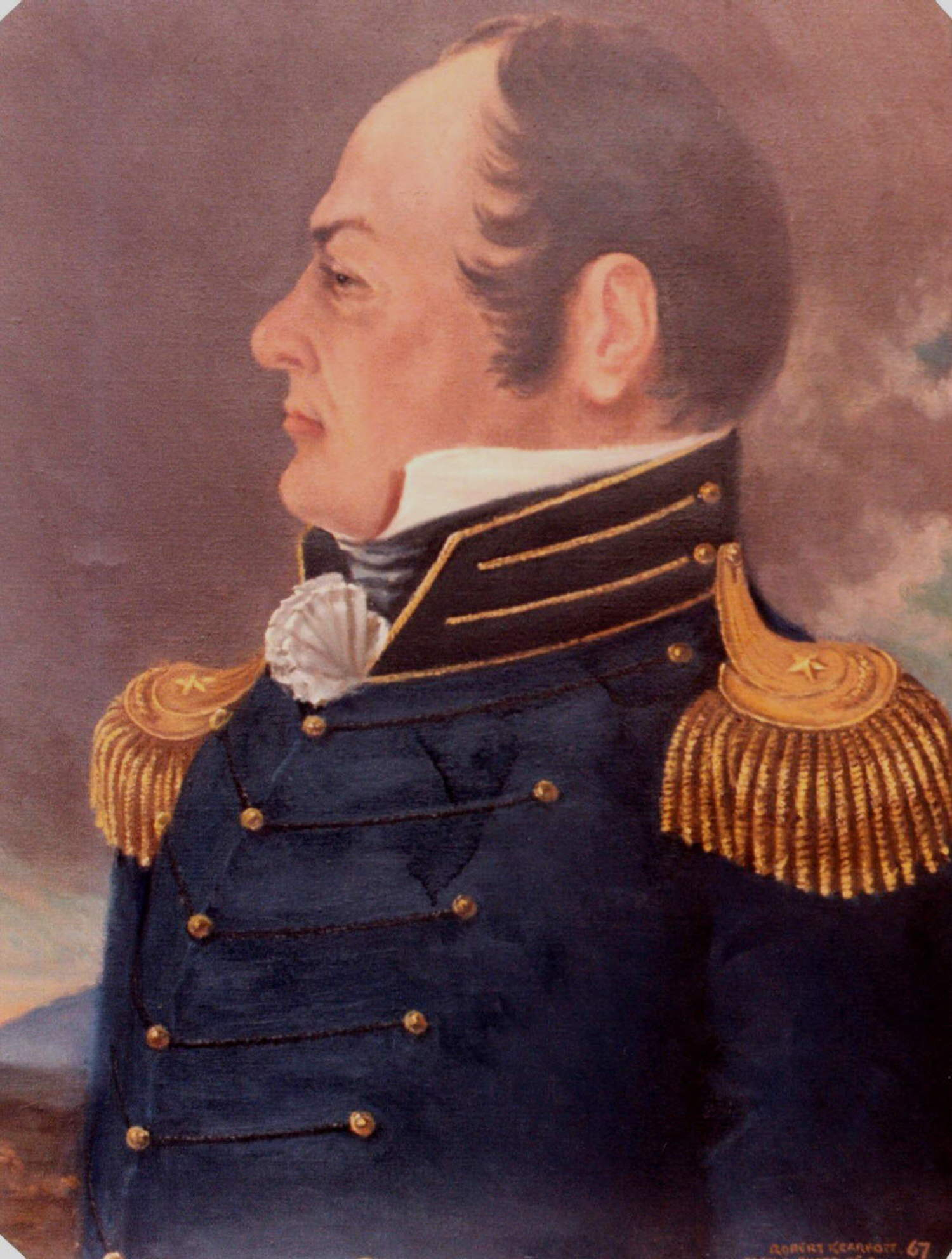
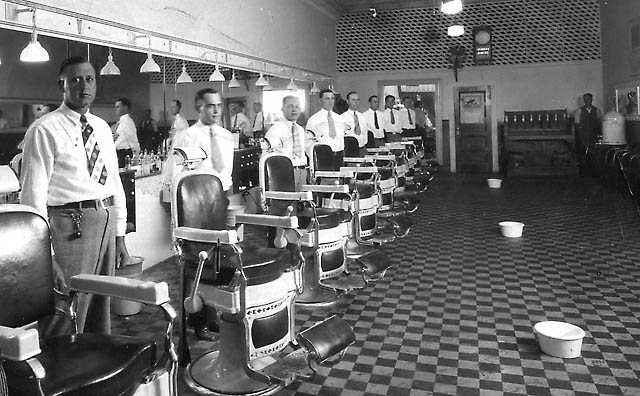
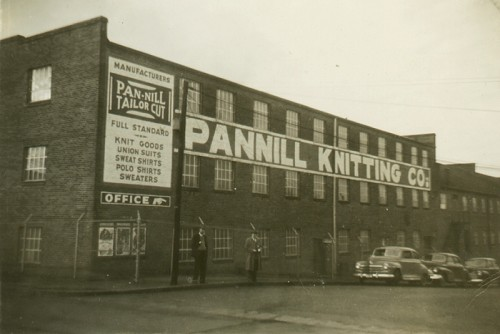
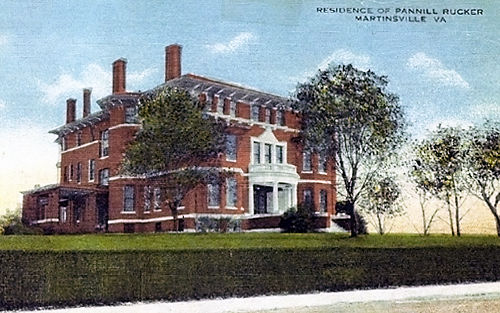
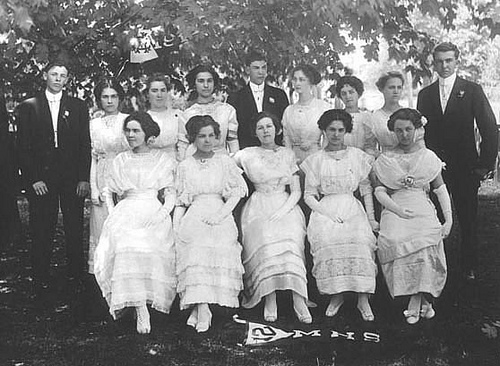
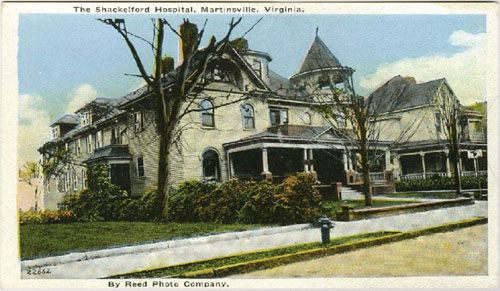